# Ma’is
Ma’is (arab. ماعص) – wieś w Syrii, w muhafazie Damaszek. W 2004 roku liczyła 719 mieszkańców.